# Vlagyimir Jakovlevics Klimov
Vlagyimir Jakovlevics Klimov (oroszul: Владимир Яковлевич Климов; Moszkva, 1892. július 11. – Moszkva, 1962. szeptember 9.) vezérőrnagy, szovjet mérnök, repülőgépmotor- és hajtóműtervező.

## Pályafutása
1918-ban szerzett mérnöki diplomát a Moszkvai Műszaki Főiskolán, ahol E. A. Csukadov akadémikus gépkocsimotor-laboratóriumában ismerkedett meg a motorokkal. 1918–1924 között a moszkvai Gépjárművek és Motorok Tudományos Kutatóintézetének (NAMI) kis hengerűrtartalmú motorokkal foglalkozó laboratóriumát vezette, mellette a Moszkvai Műszaki Főiskolán (MVTU) és a Zsukovszkij Repülő Akadémián oktatott. 1924-ben Németországba küldték a BMW–4 motor megvásárlásával kapcsolatos ügyek intézésére. (A Szovjetunióban a motort M–17 néven gyártották.) 1928–1930 között Franciaországban teljesített kiküldetést, ahol a licencben gyártott Gnome–Rhône Jupiter csillagmotor beszerzésével foglalkozott. Ezt a motort később licenc alapján M–22 típusjellel a Szovjetunióban is gyártották.
1931-től 1935-ig a repülőgép-építésben használatos anyagok vizsgálatát végző kutatóintézetben (IAM) a benzinmotorokkal foglalkozó részleget vezette, egyidejűleg a Moszkvai Repülési Főiskolán (MAI) a motortervezési tanszéket is vezette. 1935-ben a ribinszki 26. sz. motorgyár főkonstruktőrévé nevezték ki. E minőségében ismét Franciaországba küldték a 750 LE-s V12-es Hispano–Suiza Y12 repülőgépmotor gyártási jogának megvásárlására vonatkozó tárgyalások lebonyolítására. A Szovjetunióban a motort azután M–100 típusjellel gyártották. Klimov ezt a motort továbbfejlesztette, és ennek a alapjain létrehozták a VK–103, VK–105 és VK–107 motorokat, amelyeket a második világháború idején több bombázó- és vadászrepülőgép-típuson alkalmaztak. A háború idején a ribinszki gyárat Ufába evakuálták. A háború után készült a V12-es motor-sorozat utolsó tagja, a VK–108, de ennek a sorozatgyártására már nem került sor. A háború után Klimov tervezőirodája, az OKB–117 Leningrádba költözött. Az ottani munkával párhuzamosan Klimov a moszkvai OKB–45 tervezőiroda irányítását is ellátta. 
A háború után Klimov Mikojan társaságában Párizsba utazott, ahol egy repülőgép-kiállításon alkalma nyílt tanulmányozni a Rolls–Royce első gázturbinás sugárhajtóművét. A technológia alaposabb tanulmányozása érdekében Nagy-Britanniába utaztak, ahol tárgyalásokat folytatták gázturbinás sugárhajtóművek beszerzéséről. A brit kormány hozzájárult néhány tucat hajtómű eladásához, így a Szovjetuniónak sikerült hozzájutnia a Rolls–Royce Nene és Derwent típusú hajtóművekhez. Ezek alapos áttanulmányozása után a gázturbinákat a Klimov vezetése alatt álló tervezőirodákban lemásolták és elkezdték gyártani. A Nene szovjet másolata az RD–45, a Derwent Mk. V szovjet változata pedig az RD–500 típusjelzést kapta. Az RD–45-t a MiG–15 első sorozatai, valamint több sugárhajtású repülőgép prototípusán is alkalmazták. A szovjet gyártástechnológia alacsonyabb szintje miatt az RD–45 és az RD–500 paraméterei elmaradtak a brit hajtóművekétől, ezért Klimov az RD–45 bázisán kifejlesztette a VK–1 gázturbinás sugárhajtóművet, majd ennek utánégetős változatát, a VK–1F-t. A VK–1 volt a Szovjetunióban az első nagy sorozatban gyártott gázturbinás sugárhajtómű, a külföldi változatokkal együtt kb. 20 ezer db készült. A MiG–15 és MiG–17 vadászrepülőgépeken, valamint az Il–28 könnyű bombázón alkalmazták. A VK–1 továbbfejlesztésével készítették el VK–5és VK–7 kísérleti hajtóműveket. Klimov utolsó munkája az egyik legközelebbi munkatársával, Szergej Petrovics Izotovval közösen megtervezett VK–3 kétáramú gázturbinás sugárhajtómű volt. Klimov 1962-ben bekövetkezett halála után a tervezőiroda vezetését Izotov vette át.
A repülőgép-motorok és hajtóművek fejlesztése terén végzett munkájáért számos szovjet kitüntetésben részesült. Négy alkalommal (1941, 1943, 1946- 1949-ben) kapta meg a Szovjetunió Állami díját, ötször tüntették ki Lenin-renddel.

## Külső hivatkozások
- A szentpétervári Klimov Gépgyár